# سراغة روتر
سراغة روتر (باللاتينية: Crepis reuteriana) نوع نباتي يتبع جنس السراغة من الفصيلة النجمية.

## الموئل والانتشار
موطنها بلاد الشام وقبرص وتركيا واليونان.

## مرادفات للاسم العلمي
- (باللاتينية: Crepis pawlowskii Strid)